# Porphyrinia olivescens
Porphyrinia olivescens là một loài bướm đêm trong họ Noctuidae.